# Euzonus mucronata
Euzonus mucronata är en ringmaskart som först beskrevs av Treadwell 1914.  Euzonus mucronata ingår i släktet Euzonus och familjen Opheliidae. Inga underarter finns listade i Catalogue of Life.